# Fernando de Noronhas flygplats
Fernando de Noronhas flygplats (portugisiska: Aeroporto de Fernando de Noronha) är en flygplats i Brasilien.   Den ligger i kommunen Fernando de Noronha och delstaten Pernambuco, i den östra delen av landet, 2 200 km nordost om huvudstaden Brasília. Flygplatsen ligger 58 meter över havet.
Terrängen runt flygplatsen är platt åt nordost, men åt sydväst är den kuperad. Trakten är glest befolkad. Närmaste större samhälle är Fernando de Noronha, 2,1 km nordost om flygplatsen.